# Persiculida
Ordre
Les Persiculida sont un ordre d'animaux marins de la classe des holothuries (concombre de mer).

## Description et caractéristiques
Cet ordre a été érigé en 2017 par Allison K. Miller (d), Alexander M. Kerr (d), Gustav Paulay (d), Mike Reich (d), Nerida Gaye Wilson (d), José Ignacio Carvajal (d) et Greg W. Rouse (d). Il regroupe des taxons autrefois intégrés aux Synallactidae. Ces holothuries n'ont pas de spicules dermiques, et sont pourvues d'un sillon postérieur. Le nom vient du latin persica (pêche) et culus (postérieur), du fait de la forme du sillon postérieur.

## Liste des familles
Selon World Register of Marine Species (25 novembre 2017), on compte 41 espèces réparties en huit genres répartis sur trois familles ainsi que quatre genres non-assignés :
- famille Gephyrothuriidae Koehler & Vaney, 1905 -- 3 genres (9 espèces)
- famille Molpadiodemidae Miller, Kerr, Paulay, Reich, Wilson, Carvajal & Rouse, 2017 -- 1 genre (16 espèces)
- famille Pseudostichopodidae Miller, Kerr, Paulay, Reich, Wilson, Carvajal & Rouse, 2017 -- 1 genre (12 espèces)
- genre Benthothuria Perrier R., 1898 (5 espèces)
- genre Hadalothuria Hansen, 1956 (1 espèce)
- genre Hansenothuria Miller & Pawson, 1989 (1 espèce)
- genre Oloughlinius Pawson & Pawson in Pawson et al., 2015 (1 espèce)

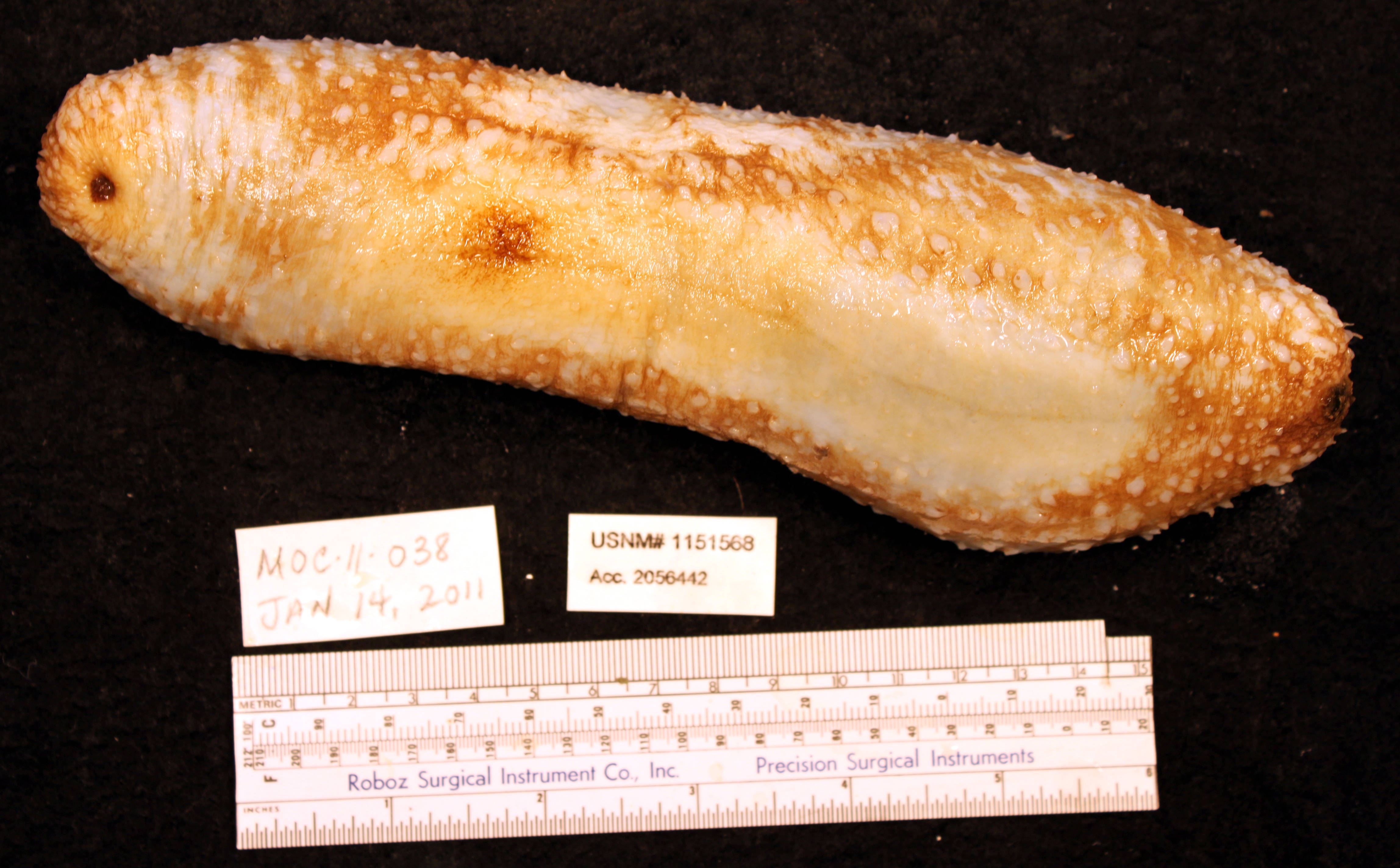
Paroriza sp. (Gephyrothuriidae).
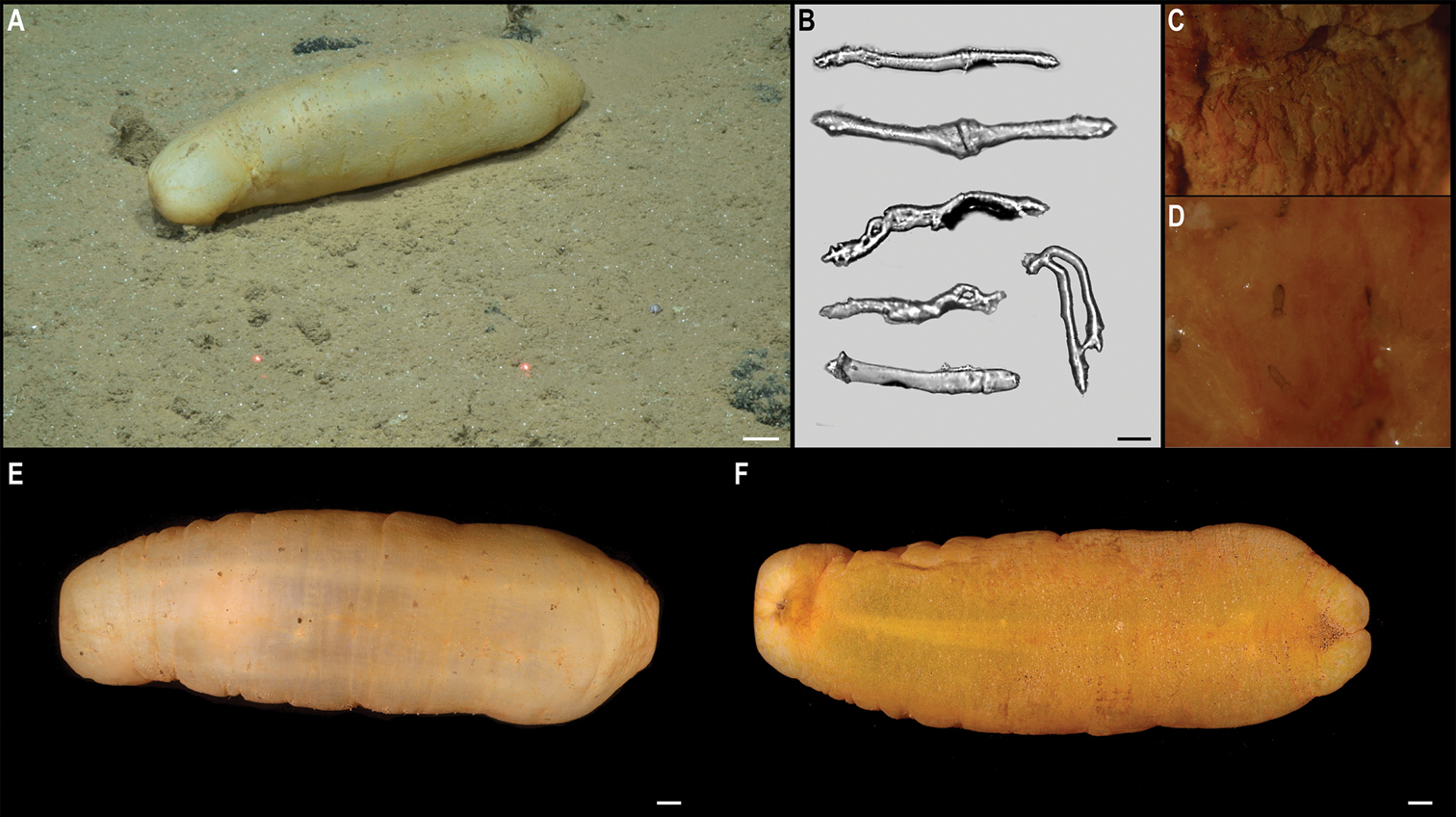
Molpadiodemas sp. (Molpadiodemidae).
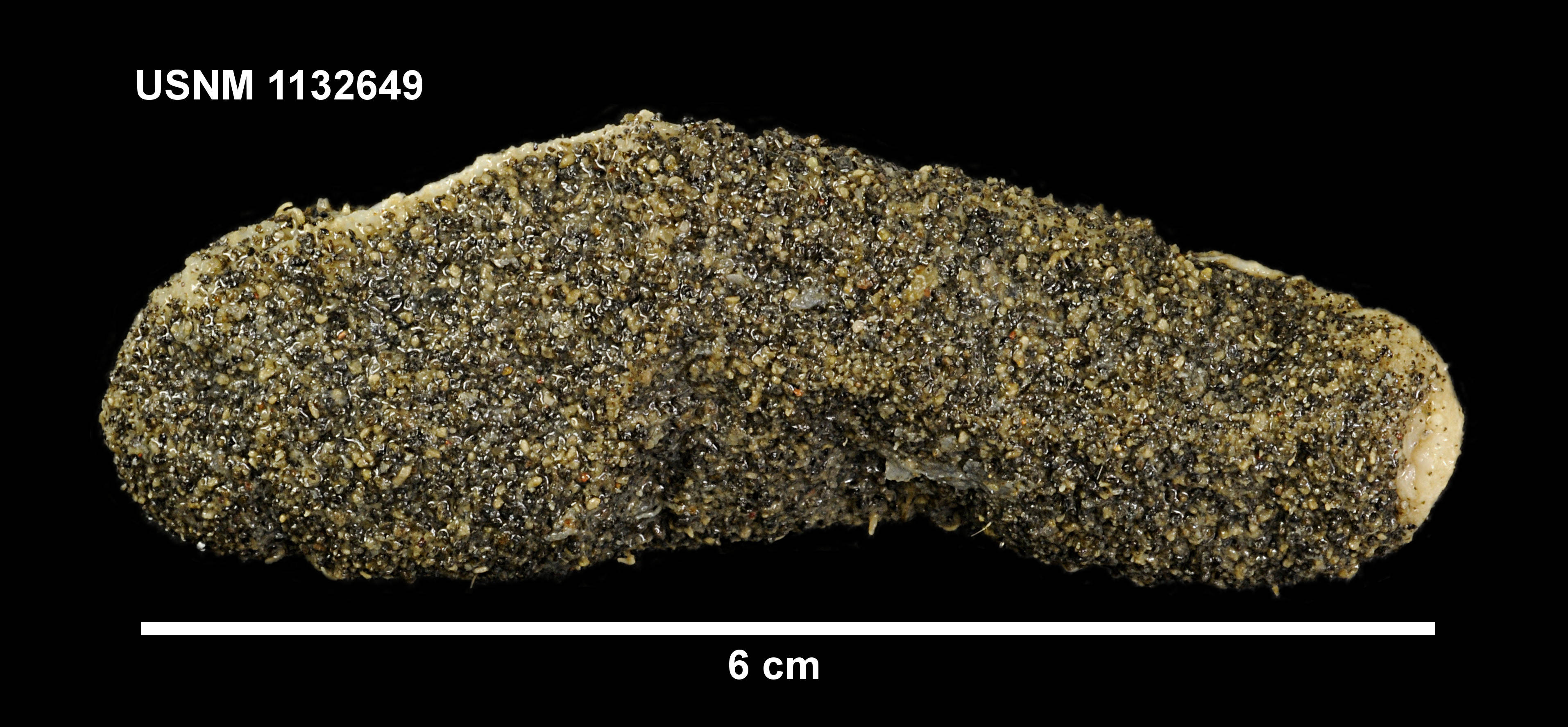
Pseudostichopus peripatus (Pseudostichopodidae).
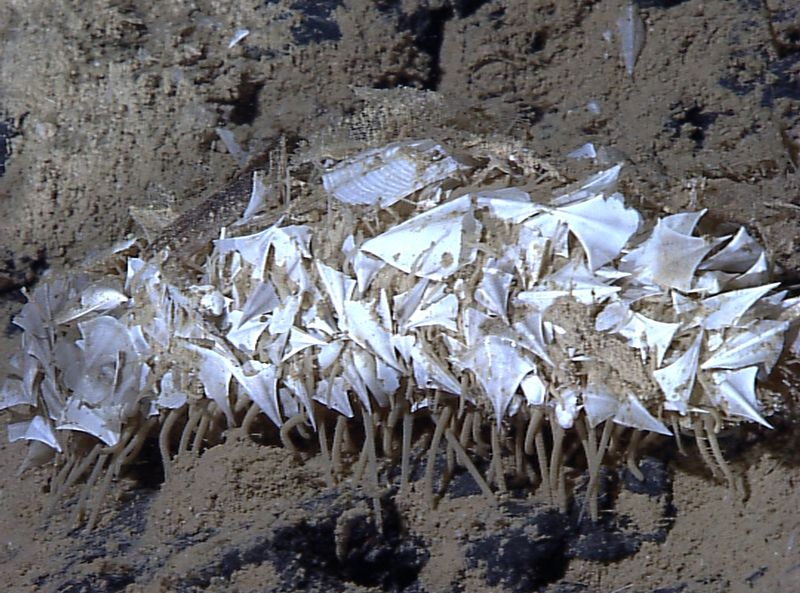
Possible Oloughlinius abyssale.

## Publication originale
- (en) Allison Miller, Alexander M. Kerr, Gustav Paulay, Mike Reich, Nerida Gaye Wilson, José Ignacio Carvajal et Greg W. Rouse, « Molecular phylogeny of extant Holothuroidea (Echinodermata) », Molecular Phylogenetics and Evolution, Academic Press et Elsevier, vol. 111,‎ 2 mars 2017, p. 110-131 (ISSN 1055-7903 et 1095-9513, PMID 28263876, DOI 10.1016/J.YMPEV.2017.02.014, lire en ligne).